# ファンタジア (宝塚歌劇)
『ファンタジア』は宝塚歌劇団の作品。

## 月組　宝塚大劇場公演
形式名は「グランド・レビュー」。
17場。
併演は『日本の四季』。
1966年3月25日から4月26日まで公演があった。52期生初舞台公演。

### スタッフ
- 作・演出：内海重典
- 音楽：寺田瀧雄、入江薫、吉崎憲治
- 音楽指揮：溝口尭
- 振付：パティ・ストーン、岡正躬、鈴木武、山田卓
- 装置：石浜日出雄
- 衣装：真野誠二
- 照明：今井直次
- 小道具：上田特市
- 効果：東信行
- 録音：松永浩志
- 演出補：大関弘政
- 演出助手：阿古健

### 主な出演
- アーヴイン：内重のぼる
- スティーブ：上月晃
- サリー：千草美景
- 宝石店主人：美山しぐれ
- 映画監督：古城都
- マリア：初風諄
- 人魚姫：大海竜子
- 踊る女：恵さかえ
- 海の魔女：四條秀子
- ダイヤの女王：如月美和子
- 歌う貴族：松平三保

## 月組　東京宝塚劇場公演
併演は『日本の四季』
1966年6月2日から6月27日まで公演があった。

### 主なスタッフ
- 内海重典